# Platychorista venosa
Platychorista venosa is een fossiele soort schietmot uit de familie Protomeropidae.